# Bag om fremviseren
Bag om fremviseren er en kortfilm instrueret af Lars Christiansen efter manuskript af ham selv og Flemming Jarlskov.

## Handling
Leif er i halvtredserne, han er filmentusiast med forkærlighed for gamle danske filmklassikere. Nu lever han som filmoperatør og leder af biografen i den lille stationsby, hvor Solvej der er et par år yngre har boet hele sit liv. En ung kvinde i jobtræning i biografen og en forelsket kommunalpolitiker bringer kaos og jalousi ind i Solvej og Leifs forhold. Efter mange forviklinger og en kaotisk forestilling hvor alt går galt, overtager Leif filmens handling fra scenen og endelig lykkes det for ham som filmens helt at erklære Solvej sin kærlighed.